# Gunder Bengtsson
Gunder Bengtsson (Torsby, 1946. február 2. – 2019. augusztus 2.) svéd labdarúgóedző.

## Pályafutása
1982-ben az IFK Göteborg, 1983–84-ben a norvég Vålerenga, 1985 és 1987 között ismét a Göteborg vezetőedzője volt. Az 1986–87-es idényben UEFA-kupa-győztes volt a csapattal. 1988–89-ben a görög Panathinaikósz, 1989 és 1991 között a holland Feyenoord szakmai munkáját irányította. 1992 és 1996 az Örgryte, 1996-ban a görög PAÓK, 1997-ben a ciprusi Apóllon Lemeszú, 2001 és 2003 között a norvég Molde vezetőedzője volt.

## Sikerei, díjai
Vålerenga
- Norvég bajnokság
  - bajnok (2): 1983, 1984

 IFK Göteborg
- Svéd bajnokság
  - bajnok: 1987
- UEFA-kupa
  - győztes: 1986–87

 Panathinaikósz
- Görög kupa
  - győztes (2): 1988, 1989
- Görög szuperkupa
  - győztes: 1988